# 남도훈
남도훈( 본명 : 남상호, 1972년 2월 20일 ~ )는 대한민국의 희극인이다.